# Herman van Vliet
Herman van Vliet (Lange Ruige Weide, 17 januari 1941 – Amersfoort, 25 mei 2018) was een Nederlands organist.

## Loopbaan
Van Vliet studeerde orgel aan het Utrechts Conservatorium. Daarna werd hij benoemd tot organist te Bodegraven, Oudewater en Woerden, waarna hij in 1990 organist werd van de Sint-Joriskerk te Amersfoort.
In de jaren 1983-1987 nam hij de tien orgelsymfonieën van Charles–Marie Widor op in zijn repertoire. Deze concertserie Widoriade leidde tot CD-opnames op de grote Cavaillé-Coll-orgels in Frankrijk.
In 2012 rondde hij de integrale opnamen van de 18 bundels Pièces dans différents style van Alexandre Guilmant af.
Als concertorganist trad Van Vliet veel op in Nederland, Duitsland, Frankrijk, Zwitserland, Oostenrijk, de Verenigde Staten en Canada. De Société Académique "Arts, Sciences, Lettres" onderscheidde hem met drie medailles, in 1983, 1991 en 1998. In 2001 werd hij benoemd tot Ridder in de Orde van Oranje-Nassau.
Hij nam deel aan een van de werkgroepen van de Interkerkelijke Stichting voor het Kerklied dat in 2013 het nieuwe Liedboek - zingen en bidden in huis en kerk presenteerde. Ook op het gebied van orgelbouw heeft hij zijn kennis en kunde ingezet door als orgeladviseur op te treden bij nieuwbouw- en restauratieprojecten van orgels, onder meer in Scherpenzeel en Zwijndrecht.
Via het orgellabel Festivo was hij betrokken bij de totstandkoming van veel muziekproducties.